# Фелікс V (антипапа)
Амадей VIII Миролюбний (лат. Amadeus VIII Sabaudiae, 4 вересня 1383 — 7 січня 1451, Женева) — граф (з 1416 герцог) Савойський в 1391—1434, відомий як антипапа Фелікс V (лат. Felix V) в 1439—1449 роках.
Вважається останнім історичним антипапою. Наслідував свого батька Амадея VII. До 1398 року перебував під опікою своєї бабці Бонни Бурбонської. 30 жовтня 1401 року одружився з Марією Бургундською (1380 — 1428), дочкою Філіпа II. У 1416 отримав герцогський титул в нагороду за сприяння імператору Сигізмунду в боротьбі з гуситами. У 1418 році, після згасання династії, що володіла П'ємонтом, приєднав до Савої П'ємонт. Крім цього придбав Верчеллі. 1434 року заснував орден Св.Маврикія.
У 1434 Амадей VIII відмовився від престолу і прийняв чернецтво. Базельський собор у 1439 році обрав його папою під ім'ям Фелікса V, з надії покласти край розколу церкви. У цьому ж році Базельський собор саморозпустився. Продовжуючи перебувати у Швейцарії він перебував на посаді до 1449 року. Окрім його спадкових володінь у Швейцарії, був визнаний Арагоном, Угорщиною та Баварією. 7 квітня 1449 року відмовився від сану. Визнавши папою Миколая V, Амадей отримав від нього титул кардинал-єпископа Сабіни та Женеви. Савойське герцогство успадкував його син Людовик I.

Герб Фелікса V